# Protathlitis
Protathlitis („vítěz/přeborník“) byl rod spinosauridního teropodního dinosaura, žijícího v období rané křídy (geologický věk barrem, asi před 130 až 125 miliony let) na území současného Španělska (provincie Castellón, nedaleko města Cinctorres).

## Popis
Fosilie tohoto dravého dinosaura střední velikosti byly objeveny v sedimentech geologického souvrství Arcillas de Morella a mají podobu fragmentu horní čelisti a několika ocasních obratlů. Nový druh Protathlitis cinctorrensis byl formálně popsán v květnu roku 2023. Příbuzným druhem byl Vallibonavenatrix cani, objevený ve stejném souvrství a formálně popsaný roku 2019.
Protathlitis byl poměrně velký teropod, dosahující délky zhruba kolem 8, možná však až 10 metrů.

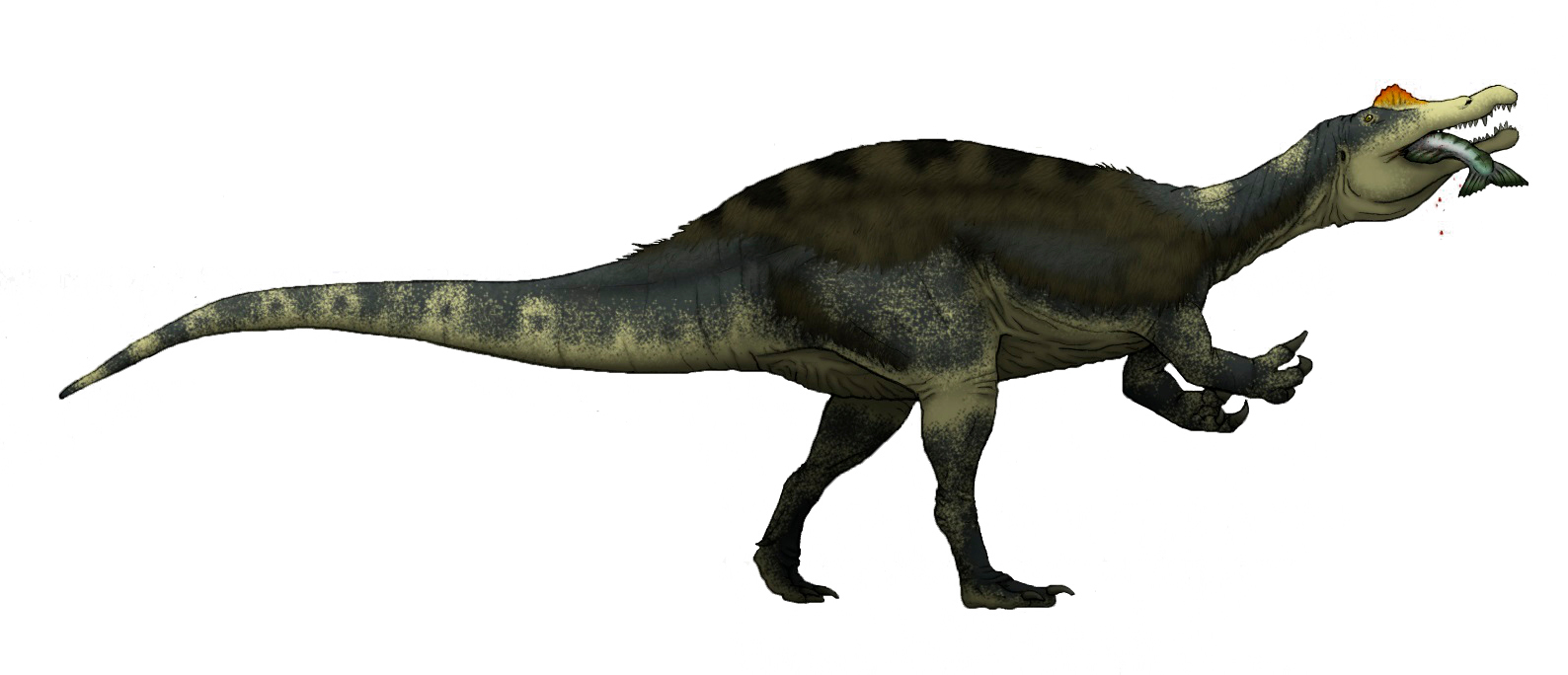
Vallibonavenatrix cani, další spinosaurid žijící v ekosystémech stejného souvrství.

## Zařazení
Fylogenetická analýza ukázala, že V. cani byl zástupcem čeledi Spinosauridae a na rozdíl od rodu Vallibonavenatrix, který byl pravděpodobně blíže příbuzný gondwanským rodům Spinosaurus, Irritator, Angaturama a asijskému taxonu Ichthyovenator než dalšímu západoevropskému rodu Baryonyx - Protathlitis byl nejblíže příbuzný rodům Baryonyx, Ceratosuchops a Suchomimus. Spinosauridní teropodi tak byli na území Evropy v období rané křídy nepochybně značně rozšíření dinosauří predátoři.